# 바간

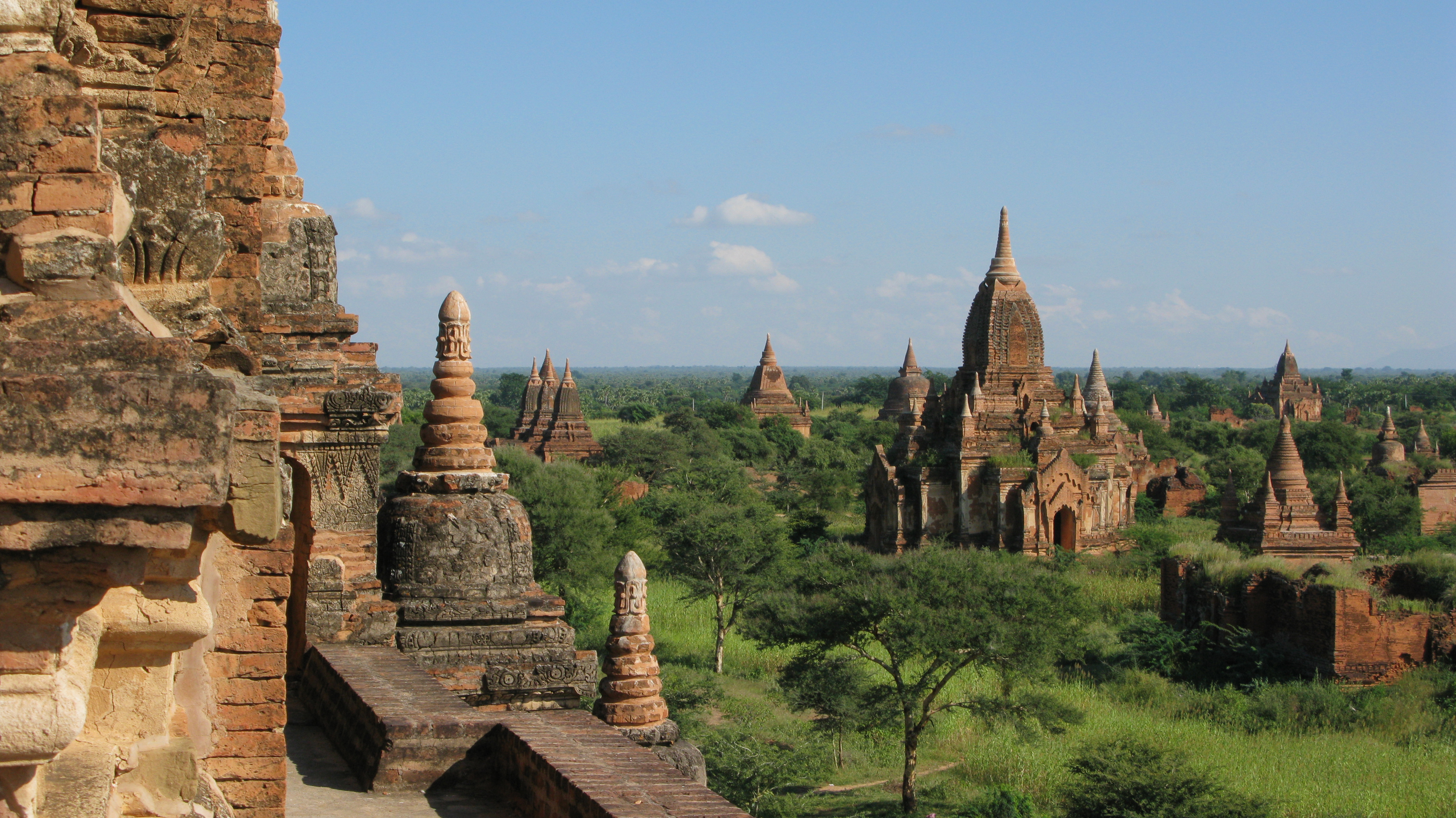
바간의 사원

바간(버마어: ပုဂံ) 또는 파간은 미얀마 만달레이 구의 고대 도시이다. 예전에는 아리마다나푸라 또는 아리마다나(적을 물리친 자의 도시)나 탐바디파(구리의 땅) 또는 타사데사(건조한 땅)으로 알려졌고 미얀마의 몇몇의 고대 왕국의 수도였다. 미얀마 중부의 건조 지대의 이라와디강 동안에 위치하고 만달레이에서 남서쪽으로 140 km 떨어져있다.

## 역사
바간의 유적의 대부분은 바간이 최초의 버마족 제국의 수도였던 1000년대에서 1200년대에 지어진 것들이다. 874년에 핀비야 왕에 의해 비로소 수도가 되었다. 그러나 각 왕의 치세마다 수도를 바꾸는 버마족의 전통으로, 아나우라타 왕 치세 때까지 바간은 다시 버려졌다. 1057년에 아나우라타 왕은 몬족의 수도 타톤을 정복한 후에 팔리 문자를 들여왔고, 바간을 종교와 문화의 중심지로 탈바꿈시키는데 불교 승려와 장인들을 사용하였다. 저지 미얀마의 승려의 도움으로 아나우라타는 상좌부 불교를 도입했고 스리랑카와의 관계를 정립하였다. 12세기와 13세기에 바간은 세계적인 불교 연구의 중심지가 되었고 인도, 스리랑카, 타이, 크메르 등로부터 많은 승려와 학생들이 찾아왔다. 왕국은 몽골의 쿠빌라이칸에게 공물을 바치는 것을 거부하였고 1287년에 몽골의 침입을 받아 멸망하였다. 몽골족에게 약탈당한 후에 버마 왕은 바간을 버렸고 도시는 정치적 중심으로부터 쇠퇴하였으나 계속해서 불교 연구의 장소로서 번영하였다.

## 기후
| Bagan의 기후               | Bagan의 기후 | Bagan의 기후 | Bagan의 기후 | Bagan의 기후 | Bagan의 기후 | Bagan의 기후 | Bagan의 기후 | Bagan의 기후 | Bagan의 기후 | Bagan의 기후 | Bagan의 기후 | Bagan의 기후 | Bagan의 기후 |
| 월                         | 1월          | 2월          | 3월          | 4월          | 5월          | 6월          | 7월          | 8월          | 9월          | 10월         | 11월         | 12월         | 연간         |
| -------------------------- | ------------ | ------------ | ------------ | ------------ | ------------ | ------------ | ------------ | ------------ | ------------ | ------------ | ------------ | ------------ | ------------ |
| 일평균 최고 기온 °C (°F)   | 32 (90)      | 35 (95)      | 36 (97)      | 37 (99)      | 33 (91)      | 30 (86)      | 30 (86)      | 30 (86)      | 30 (86)      | 32 (90)      | 32 (90)      | 32 (90)      | 32 (91)      |
| 일평균 최저 기온 °C (°F)   | 18 (64)      | 19 (66)      | 22 (72)      | 24 (75)      | 25 (77)      | 25 (77)      | 24 (75)      | 24 (75)      | 24 (75)      | 24 (75)      | 22 (72)      | 19 (66)      | 23 (72)      |
| 출처: www.holidaycheck.com |              |              |              |              |              |              |              |              |              |              |              |              |              |

| Bagan의 기후                | Bagan의 기후 | Bagan의 기후 | Bagan의 기후 | Bagan의 기후 | Bagan의 기후 | Bagan의 기후 | Bagan의 기후 | Bagan의 기후 | Bagan의 기후 | Bagan의 기후 | Bagan의 기후 | Bagan의 기후 | Bagan의 기후 |
| 월                          | 1월          | 2월          | 3월          | 4월          | 5월          | 6월          | 7월          | 8월          | 9월          | 10월         | 11월         | 12월         | 연간         |
| --------------------------- | ------------ | ------------ | ------------ | ------------ | ------------ | ------------ | ------------ | ------------ | ------------ | ------------ | ------------ | ------------ | ------------ |
| 일평균 최고 기온 °C (°F)    | 25 (77)      | 27 (81)      | 30 (86)      | 30 (86)      | 30 (86)      | 27 (81)      | 26 (79)      | 26 (79)      | 25 (77)      | 25 (77)      | 26 (79)      | 25 (77)      | 27 (80)      |
| 일평균 최저 기온 °C (°F)    | 13 (55)      | 13 (55)      | 15 (59)      | 18 (64)      | 20 (68)      | 19 (66)      | 18 (64)      | 18 (64)      | 18 (64)      | 17 (63)      | 16 (61)      | 13 (55)      | 17 (62)      |
| 평균 강우량 mm (인치)       | 0 (0)        | 0 (0)        | 0 (0)        | 0 (0)        | 24 (0.9)     | 18 (0.7)     | 18 (0.7)     | 18 (0.7)     | 27 (1.1)     | 18 (0.7)     | 8 (0.3)      | 0 (0)        | 131 (5.1)    |
| 평균 강우일수               | 1            | 3            | 1            | 3            | 7            | 6            | 7            | 10           | 8            | 8            | 3            | 2            | 59           |
| 출처: www.weatheronline.com |              |              |              |              |              |              |              |              |              |              |              |              |              |

## 자매 도시
- 라오스 루앙프라방
- 캄보디아 시엠립

## 같이 보기
- 미얀마의 불교